# Бикшикское сельское поселение
Бикшикское се́льское поселе́ние — муниципальное образование в Батыревском районе Чувашии Российской Федерации.
Административный центр — деревня Полевые Бикшики.

## История
Статус и границы сельского поселения установлены Законом Чувашской Республики от 24 ноября 2004 года № 37 «Об установлении границ муниципальных образований Чувашской Республики и наделении их статусом городского, сельского поселения, муниципального района и городского округа».

## Население
| 2010  | 2012  | 2013  | 2014  | 2015  | 2016  | 2017  |
| ----- | ----- | ----- | ----- | ----- | ----- | ----- |
| 2740  | ↘2667 | ↘2605 | ↘2564 | ↘2515 | ↘2470 | ↘2428 |
| 2018  | 2019  | 2020  | 2021  |       |       |       |
| ↘2409 | ↘2316 | ↘2256 | ↘2188 |       |       |       |

## Состав сельского поселения
| № | Населённый пункт | Тип населённого пункта          | Население |
| - | ---------------- | ------------------------------- | --------- |
| 1 | Именево          | деревня                         | ↗527      |
| 2 | Малые Арабузи    | деревня                         | ↗544      |
| 3 | Полевые Бикшики  | деревня, административный центр | ↗1218     |
| 4 | Тигашево         | деревня                         | ↗457      |
| 5 | Шигали           | выселок                         | ↗47       |
| 6 | Яншихово         | деревня                         | ↗527      |